# Sedef Çakmak
Sedef Çakmak (ur. 9 czerwca 1982 w Ankarze) – turecka polityczka i działaczka na rzecz praw osób LGBT. Jest pierwszą otwarcie homoseksualną osobą wybraną na urząd publiczny w Turcji.    

## Życiorys
Urodziła się i wychowała w Ankarze. Ukończyła studia licencjackie z socjologii na Uniwersytecie Galatasaray.
Od lat 2000. jest aktywna w tureckim ruchu na rzecz praw osób LGBT. W 2004 nawiązała kontakt z organizacją Lambda Istanbul, przygotowując pracę uniwersytecką na temat sytuacji osób LGBT w Turcji. Dzięki tej współpracy uświadomiła sobie własną tożsamość jako lesbijki. Następnie zaangażowała się w działalność Lambda Istanbul, gdzie była członkinią Komisji ds. Relacji Międzynarodowych oraz Komisji ds. Badań Akademickich. W latach 2011–2013 współtworzyła i pełniła funkcję przewodniczącej organizacji SPoD LGBTI.
W wyborach samorządowych w 2014 kandydowała do rady miejskiej dzielnicy Beşiktaş z ramienia Republikańskiej Partii Ludowej, początkowo nie ujawniając swojej orientacji seksualnej. Mandat radnej objęła 2 marca 2015. Wcześniej pełniła funkcję doradczyni burmistrza Beşiktaş ds. praw osób LGBT.
W październiku 2017 została przewodniczącą zarządu organizacji Rainbow Rose, zrzeszającej platformy LGBT działające w ramach Partii Europejskich Socjalistów.